# Foster Moreau
Foster Moreau (New Orleans, 6 maggio 1997) è un giocatore di football americano statunitense che milita nel ruolo di tight end per i New Orleans Saints della National Football League (NFL). Al college ha giocato per l'Università statale della Louisiana.

## Carriera universitaria

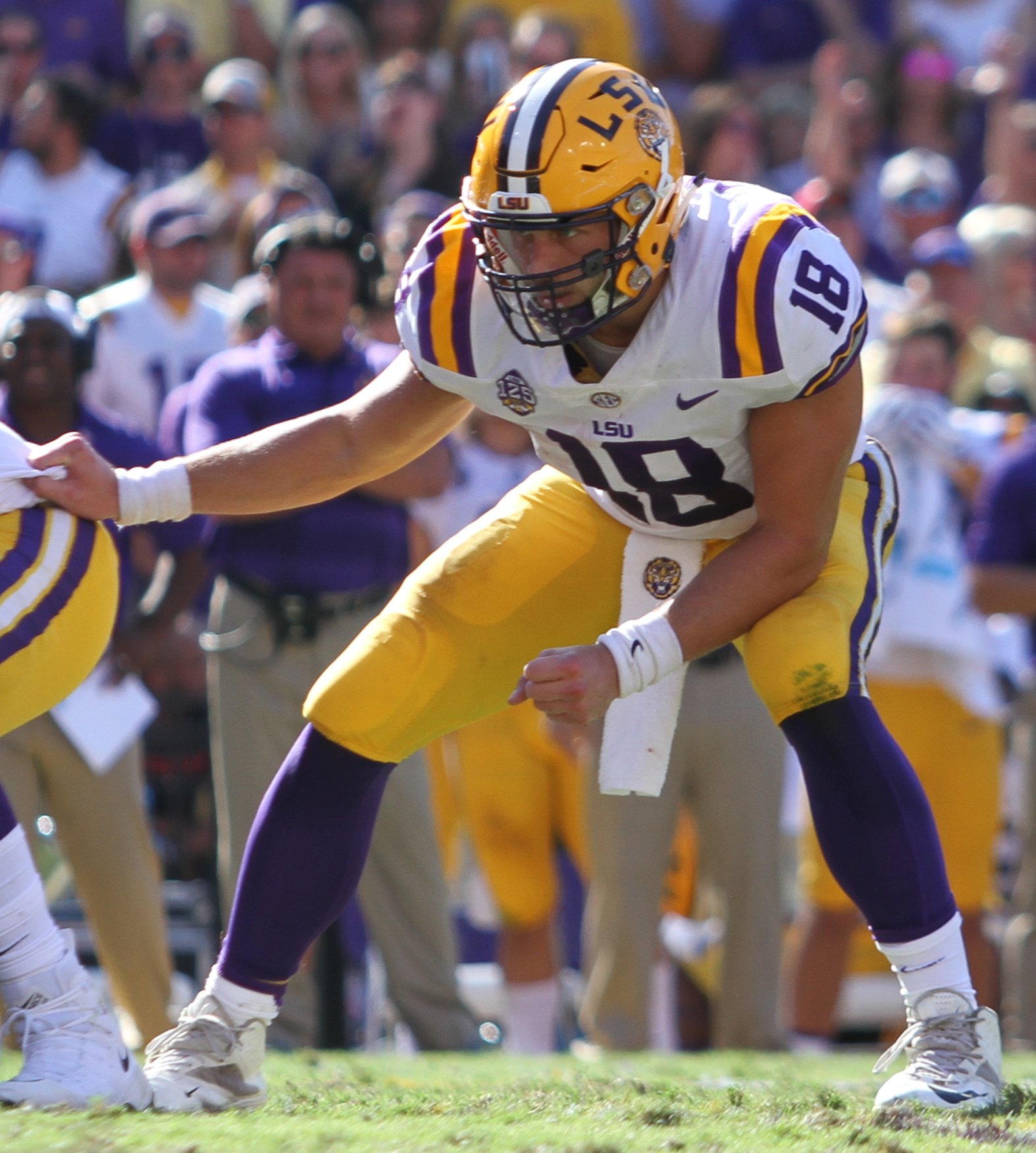
Moreau nel 2018 con gli LSU Tigers.

Moreau, originario di New Orleans, iniziò a giocare a football alla locale Jesuit High School. Ricevette quindi offerte da vari college scegliendo di andare a giocare nel 2015 alla Louisiana State University (LSU) con gli LSU Tigers che militano nella Southeastern Conference (SEC) della Divisione I della Football Bowl Subdivision (FBS) della NCAA.
Nei primi due anni con i Tigers Moreau giocò prevalentemente negli special team per il ritorno dei kickoff e come tight end bloccatore, ma passò poi a svolgere un maggior ruolo di attacco, registrando nel suo terzo anno al college, giocato tutto da titolare, 24 ricezioni per 278 yard e tre touchdown. Nel suo ultimo anno fu nominato capitano della squadra e prese 22 ricezioni per 272 yard e due touchdown, continuando a giocare anche per gli special team come bloccatore durante i field goal. Moreau concluse la sua esperienza nel college football con 52 ricezioni per 629 yard e sei touchdown in 49 partite, di cui 32 da titolare. Invitato a giocare il Senior Bowl del 2019, si mise in evidenza durante la gara con una ricezione da 11 yard.
| Stagione | Stagione | Stagione   | Stagione   | Stagione | Stagione | Ricezioni | Ricezioni | Ricezioni | Ricezioni | Ricezioni |
| Anno     | Squadra  | Campionato | Conference | P        | PT       | Ric       | Yard      | Media     | Max       | TD        |
| -------- | -------- | ---------- | ---------- | -------- | -------- | --------- | --------- | --------- | --------- | --------- |
| 2015     | LSU      | FBS Div. I | SEC        | 12       | 3        | 0         | 0         | 0,0       | 0         | 0         |
| 2016     | LSU      | FBS Div. I | SEC        | 11       | 3        | 6         | 79        | 13,2      | 31        | 1         |
| 2017     | LSU      | FBS Div. I | SEC        | 13       | 13       | 24        | 278       | 11,6      | 60        | 3         |
| 2018     | LSU      | FBS Div. I | SEC        | 13       | 13       | 22        | 272       | 12,4      | 24        | 2         |
| Totale   | Totale   | Totale     | Totale     | 49       | 32       | 52        | 629       | 12,1      | 60        | 6         |

Fonte: LSU Tigers
In grassetto i record personali in carriera

## Carriera professionistica

### Oakland/Las Vegas Raiders
Moreau fu scelto nel corso del quarto giro (137º assoluto) del Draft NFL 2019 dagli Oakland Raiders. Il 2 maggio 2019 firmò un contratto quadriennale per un valore di 3 milioni di dollari, incluso un bonus alla firma di 488.000 dollari.

#### Stagione 2019
Moreau debuttò come professionista nella gara del primo turno contro i Denver Broncos nel Monday Night Football, ricevendo 2 passaggi per 20 yard dal quarterback Derek Carr. Il primo touchdown lo segnò su una ricezione da 18 yard il 29 settembre nella vittoria per 31-24 sugli Indianapolis Colts. La sua stagione da rookie si chiuse con 174 yard ricevute e 5 touchdown in 13 presenze, 7 delle quali come titolare.

#### Stagione 2020
Il 5 ottobre 2020 Moreau fu multato di 15.000 dollari dalla lega per aver partecipato ad un evento di beneficenza senza mascherina organizzato dal compagno di squadra Darren Waller durante la pandemia da COVID-19, in violazione dei protocolli anticovid introdotti per la stagione. Moreau concluse la stagione con 7 ricezioni per 140 yard e due touchdown.

#### Stagione 2021
Moreau giocò in tutte le 17 partite stagionali dei Raiders, di cui 11 da titolare, collezionando 30 ricezioni per 373 yard e 3 touchdown.

#### Stagione 2022
Nella stagione 2022 Moreau migliorò i suoi record personali per numero di ricezioni (33) e yard guadagnate (420) e fu valutato tra i migliori tight end della lega.

### New Orleans Saints
Divenuto free agent, dopo aver scoperto a marzo 2023 di avere il Linfoma di Hodgkin ed essersi preso del tempo per valutare la sua situazione di salute, il 10 maggio 2023 Moreau firmò un contratto triennale da 12 milioni di dollari, di cui 8 milioni garantiti, con i New Orleans Saints.

#### Stagione 2023
Nel quinto turno segnó il suo primo touchdown dopo la guarigione nella vittoria per 34-0 sui New England Patriots. Concluse la sua annata con 15 presenze, di cui 10 come titolare, con 21 ricezioni per 193 yard e un touchdown.

#### Stagione 2024
Nella gara del primo turno della stagione 2024 Moreau segnò un touchdown nella vittoria 47-10 contro i Carolina Panthers.

## Statistiche

### Stagione regolare
| Stagione | Stagione | Stagione | Stagione | Ricezioni | Ricezioni | Ricezioni | Ricezioni | Ricezioni |     | Fumble | Fumble |
| Anno     | Squadra  | P        | PT       | Ricezioni | Ricezioni | Ricezioni | Ricezioni | Ricezioni |     | Fumble | Fumble |
| Anno     | Squadra  | P        | PT       | Ric       | Yard      | Media     | Max       | TD        | Fum | Persi  |        |
| -------- | -------- | -------- | -------- | --------- | --------- | --------- | --------- | --------- | --- | ------ | ------ |
| 2019     | OAK      | 13       | 7        | 21        | 174       | 8,3       | 23        | 5         | 0   | 0      |        |
| 2020     | LV       | 16       | 2        | 7         | 140       | 20,0      | 47        | 2         | 0   | 0      |        |
| 2021     | LV       | 17       | 11       | 30        | 373       | 12,4      | 44        | 3         | 1   | 0      |        |
| 2022     | LV       | 15       | 14       | 33        | 420       | 12,7      | 33        | 2         | 1   | 1      |        |
| 2023     | NO       | 15       | 10       | 21        | 193       | 9,2       | 23        | 1         | 0   | 0      |        |
| Totale   | Totale   | 76       | 44       | 112       | 1.300     | 11,6      | 47        | 13        | 2   | 1      |        |

### Play-off
| Stagione | Stagione | Stagione | Stagione | Ricezioni | Ricezioni | Ricezioni | Ricezioni | Ricezioni |     | Fumble | Fumble |
| Anno     | Squadra  | P        | PT       | Ricezioni | Ricezioni | Ricezioni | Ricezioni | Ricezioni |     | Fumble | Fumble |
| Anno     | Squadra  | P        | PT       | Ric       | Yard      | Media     | Max       | TD        | Fum | Persi  |        |
| -------- | -------- | -------- | -------- | --------- | --------- | --------- | --------- | --------- | --- | ------ | ------ |
| 2019     | LV       | 1        | 1        | 0         | 0         | 0,0       | 0         | 0         | 0   | 0      |        |
| Totale   | Totale   | 1        | 1        | 0         | 0         | 0,0       | 0         | 0         | 0   | 0      |        |

Fonte: Football Database
In grassetto i record personali in carriera — Statistiche aggiornate alla stagione 2023

## Vita privata

### Diagnosi del Linfoma di Hodgskin
Il 22 marzo 2023 Moreau annunciò che durante dei controlli medici di routine svolti con i New Orleans Saints aveva scoperto di essere affetto dal Linfoma di Hodgkin e che si prendeva una pausa dal football per "combattere un nuovo avversario: il cancro".
Completato il trattamento per contrastare la malattia, il 10 maggio 2023 Moreu firmò un contratto triennale con i Saints, e il 3 luglio annunciò che il cancro era in completa remissione.